# Нархиях
Нархиях — горная вершина в восточной части Большого Кавказа. Административно находится в Итум-Калинском районе Чеченской Республики Российской Федерации, недалеко от государственной границы с Грузией.
Высота над уровнем моря составляет 3777 метров. 

## География
Вершина расположена в левобережье верхнего течения реки Шаро-Аргун, к югу от горы Нархие-Куарта. Гора безлесная и ненаселённая.